# Berylmys berdmorei
Berylmys berdmorei és una espècie de mamífer rosegador de la família dels múrids. Viu a altituds d'entre 200 i 2.000 msnm a Cambodja, Laos, Myanmar, Tailàndia, el Vietnam i la Xina. El seu hàbitat natural són els boscos de diferents tipus. És una espècie en risc mínim, és a dir, no sembla que hi hagi cap amenaça significativa per a la seva supervivència. Aquest tàxon fou anomenat en honor del capità Thomas Matthew Berdmore.